# 太田用替城
太田用替城（おおたようがえじょう）は、千葉県佐倉市太田にあった日本の城。用替ヶ丘砦、太田要害城ともいう。

## 歴史
「用替」は、「要害」が訛ったもので、JR佐倉駅の南方1.8㎞のところである。
この辺りは、鎌倉時代に千葉常胤が初めて陣屋を置いたところといわれ、当時は人家が密集して小都市を形成していたとされる。近隣に住む藤代を名乗る人は、千葉氏の家臣の子孫だということである。
「日本城郭大系」では、寺崎城といわれているものは、この太田用替城のことなのではないかとの説を掲載している。現在、寺崎地区には城址らしいものがなく、寺崎地区はもともと太田と六崎の枝村であるからということである。

## 構造
南北100m、東西60mほどを主郭とし、その下の外縁部には長い腰曲輪がある。主郭の北には、台地と絶縁するためにかなり大きな竪堀が掘られている。虎口は南方にある。

## アクセス
- JR佐倉駅南口よりちばグリーンバス　大崎台五丁目下車　徒歩10分